# Hoggicosa
Hoggicosa là một chi nhện trong họ Lycosidae.